# Клённо (посёлок при железнодорожной станции, Ленинградская область)
Клённо — посёлок при железнодорожной станции в Пустомержском сельском поселении Кингисеппского района Ленинградской области.

## История
По данным 1933 года посёлок при станции Клённо в составе Кингисеппского района не значился.

Станция Клённо на карте 1940 года

31 января 1944 года железнодорожная станция Клённо была освобождена от немецко-фашистских захватчиков.
По данным 1966 года посёлок при железнодорожной станции назывался Клённа и находился в составе Пустомержского сельсовета.
По данным 1973 года посёлок также находился в составе Пустомержского сельсовета Кингисеппского района.
По данным 1990 года посёлок Пустомержского сельсовета назывался Клённо.
В 1997 году в посёлке Клённо проживали 11 человек, в 2002 году — 7 человек (все русские), в 2007 году — 9.

## География
Посёлок расположен в юго-восточной части района у платформы Клённа на участке железной дороги Веймарн — Гдов.
Расстояние до административного центра поселения — 16 км.
Посёлок находится на автодороге 41К-601 (подъезд к дер. Клённо).

## Демография
| 1997 | 2007 | 2010 | 2017 |
| ---- | ---- | ---- | ---- |
| 11   | ↘9   | ↘4   | ↘2   |

Согласно данным Всероссийской переписи населения 2021 года в посёлке постоянного населения не было.